# Llista de roques ígnies
En aquesta llista de roques ígnies s'enumeren alfabèticament un total de 211 roques ígnies, entre les quals n'hi ha tant de volcàniques com de plutòniques. Per a fer la llista de roques s'han agafat les diferents llistes relacionades amb les roques ígnies de Mindat i s'han filtrat les roques llistades allà tenint en compte la presència de les diferents roques en classificacions genèriques o concretes i en la seva acceptació en la classificació de les roques ígnies. El filtre s'ha dut a terme a partir de les roques que apareixien en els diagrames per a classificar les roques ígnies: QAPF (tant per a volcàniques com per a plutòniques); diagrames de peridotites; diagrames de melilities; roques ultramàfiques, etc. A les roques que apareixen en aquests diagrames s'hi han afegit les principals varietats i noms mnemònics (els principals que apareixien a la llista de Mindat). També s'han afegit les principals roques monomineràliques, formades majoritàriament per un sol mineral (biotitita, cromitita, etc.); les roques formades per processos específics (diatectita, eutectita, etc.). Les principals roques de la llista són aquelles que apareixen en els diagrames (aproximadament el 75% de la llista); les altres corresponen als diferents tipus citats anteriorment. A la llista, a cada nom de roca s'afegeix una descripció sintètica, així com una imatge, diagrames i els minerals que la formen.
Els diagrames utilitzats són principalment el diagrama TAS i aquells proposats per Streckeisen. En els diferents diagrames, els camps amb color corresponen al camp que ocupa la roca en qüestió segons la seva composició química o mineralògica. Els diagrames QAPF (romboèdrics) on s'empra el color groc corresponen a les roques plutòniques, mentre que als que s'utilitza el color vermell corresponen a les roques volcàniques. Els diagrames on s'utilitza el color verd o marró són els corresponents a la classificació de les roques ultramàfiques; aquells pintats en aiguamarina corresponen a la classificació de les carbonatites i a la classificació de les roques piroclàstiques; els diagrames pintats de blau marí corresponen a la classificació de les melilitites; els de color taronja corresponen a la classificació de les melilitolites; finalment, els diagrames on s'usa el color rosa corresponen a diagrames TAS. Vegeu-ne alguns exemples:

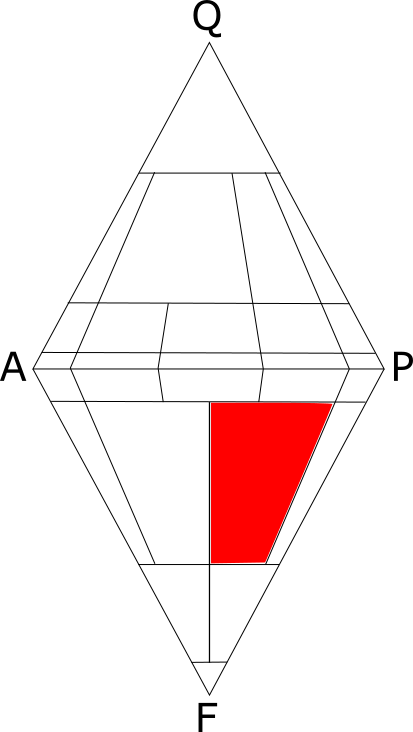
Diagrama QAPF de roques volcàniques
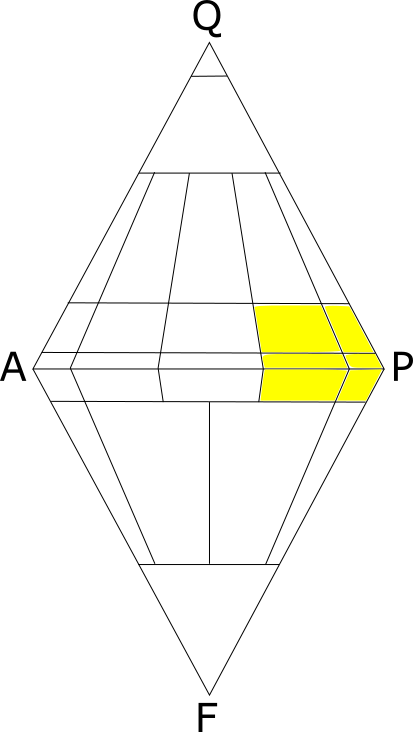
Diagrama QAPF de roques plutòniques
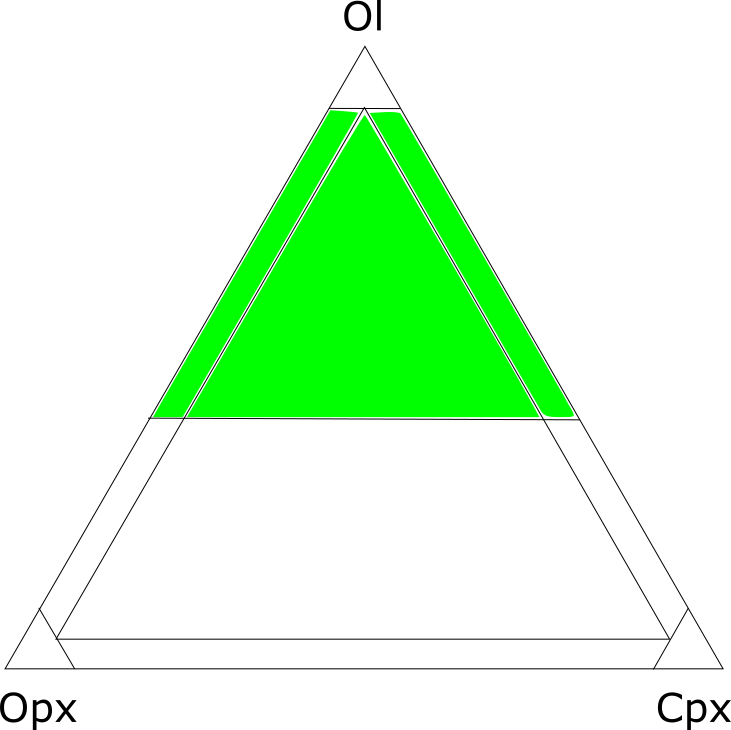
Diagrama triangular per a roques ultramàfiques (verd)
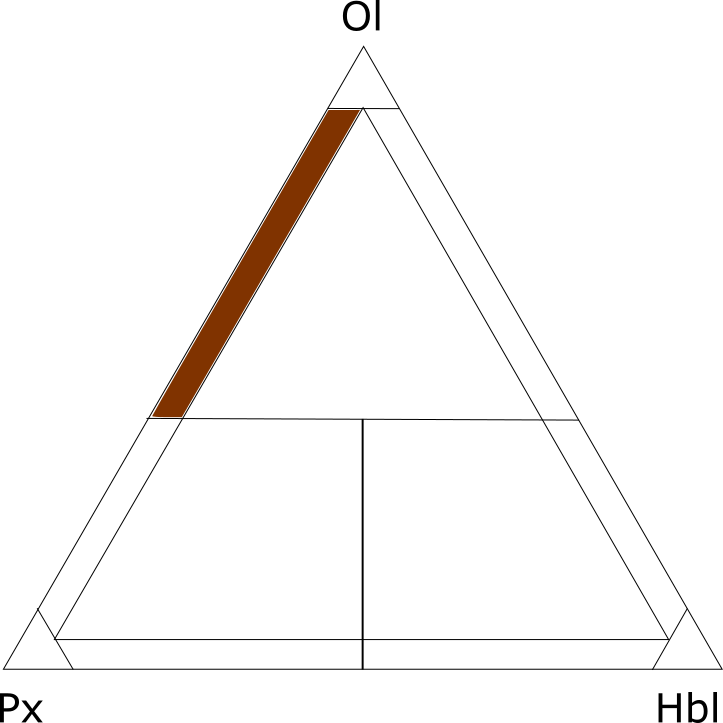
Diagrama triangular per a roques ultramàfiques (marró)
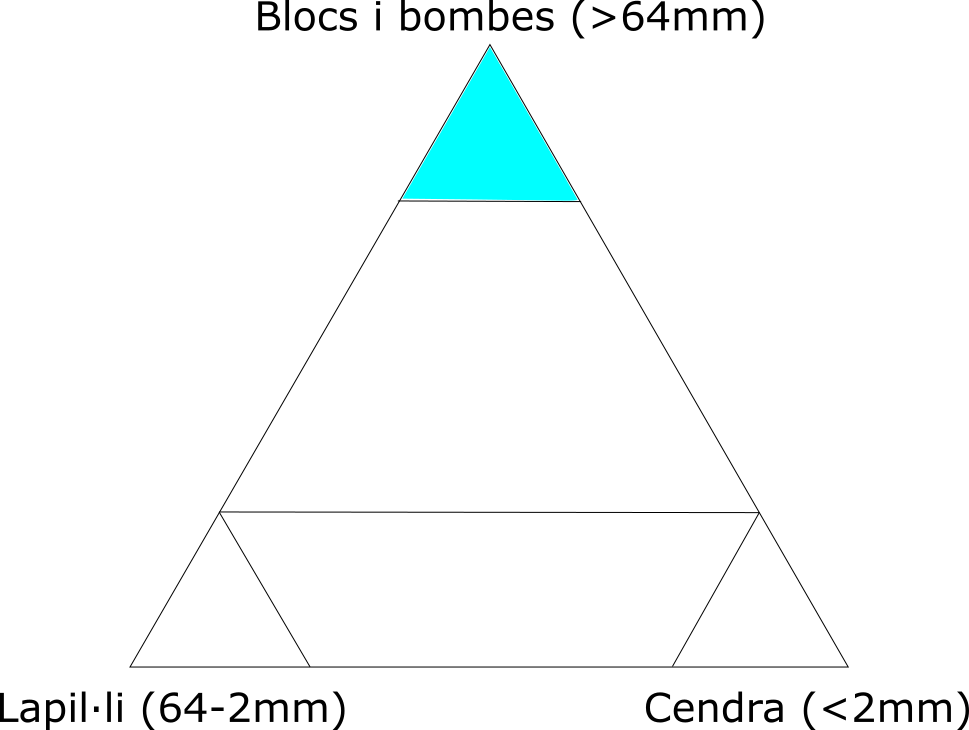
Diagrama triangular per a roques piroclàstiques
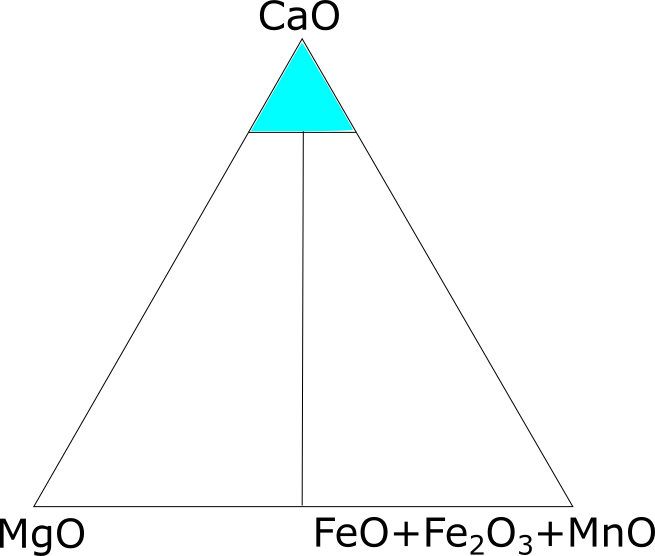
Diagrama triangular per a carbonatites
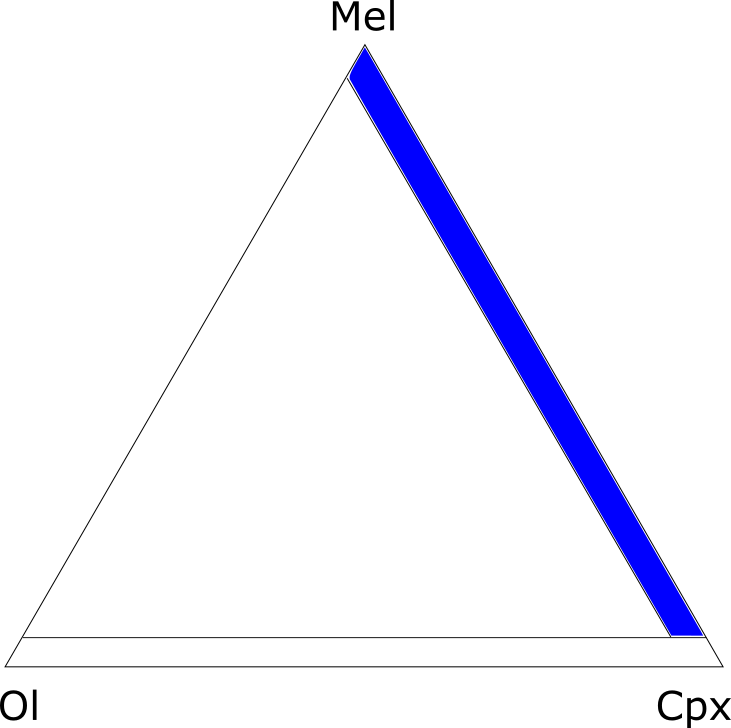
Diagrama triangular per a melilitites
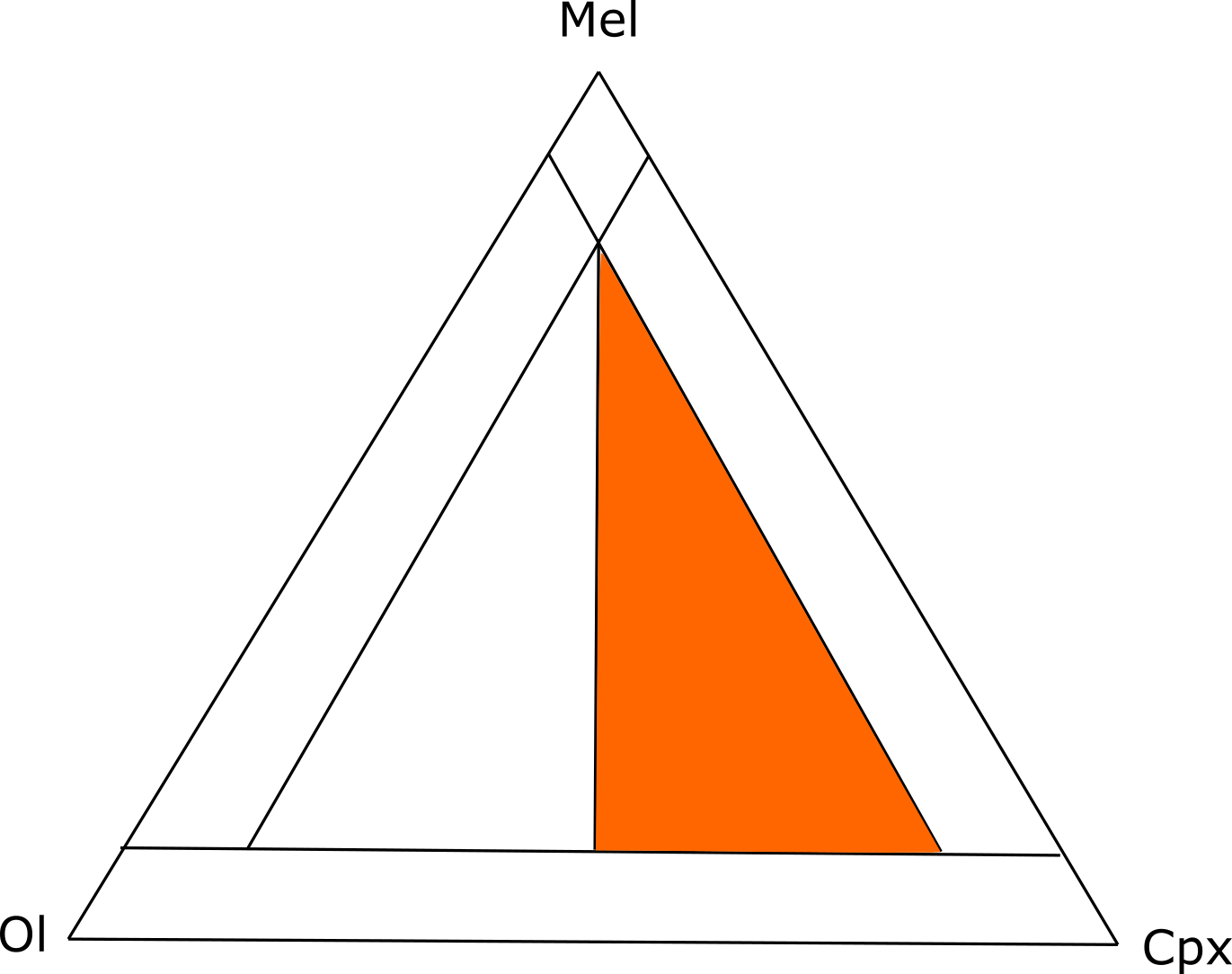
Diagrama triangular per a melilitolites
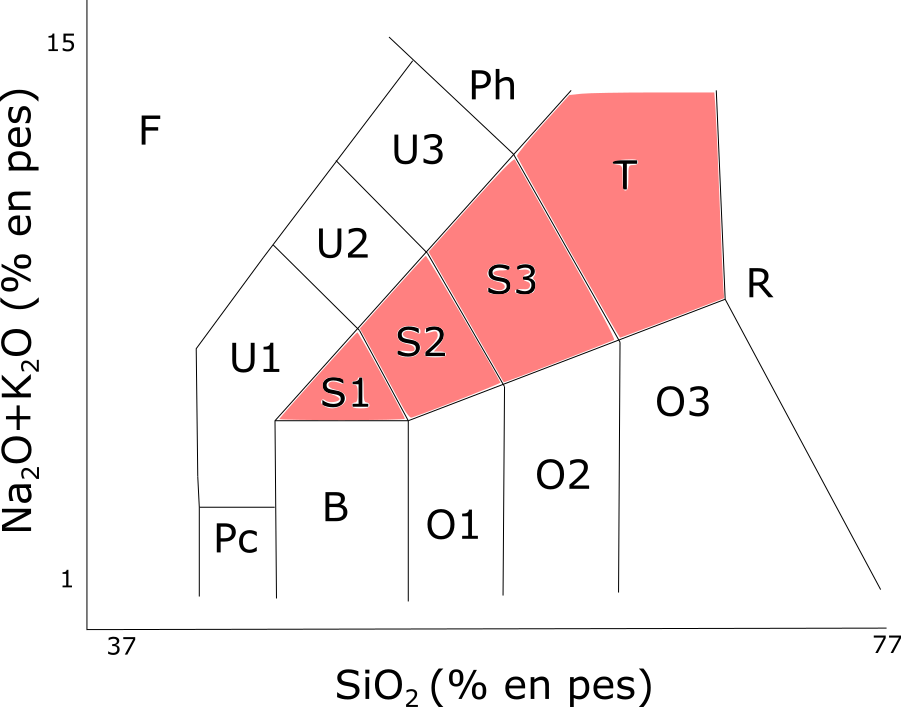
Diagrama TAS

| Índex A B C D E F G H I J K L M N O P Q R S T U V W X Y Z |
| Referències • Enllaços externs                            |

## A
| Nom de la roca        | Descripció | Minerals esencials                  | Minerals no esencials                  | Imatge | Diagrama 1 | Diagrama 2 |
| --------------------- | --- | ----------------------------------- | -------------------------------------- | ------ | ---------- | ---------- |
| Afrikandita           | L'afrikandita és una melilitolita amb més d'un 10% de contingut modal de perovskita. | Mel·lilita, perovskita              | Mica, olivina, piroxè, titanomagnetita |        |            |            |
| Aglomerat             | «Aglomerat» és el terme utilitzat per a descriure les roques piroclàstiques on més del 75% de material piroclàstic supera els 64 mm de diàmetre i d'aquests, el 50% és arrodonit.                                                                 |                                     |                                        |        |            |            |
| Alvikita              | L'alvikita és una varietat de carbonatita càlcica de gra fi a mitjà. | Calcita                             |                                        |        |            |            |
| Amfibololita          | «Amfibololita» és un terme general emprat a França per a referir-se a les roques ígnies de gra mig a groller constituïdes gairebé exclusivament per amfíbol. No s'ha de confondre amb el terme «amfibolita», utilitzat en petrologia metamòrfica. | Amfíbol                             |                                        |        |            |            |
| Amneïta               | L'amneïta és un nom mnemònic per a aquelles roques formades per amfíbol i nefelina. | Amfíbol, nefelina                   |                                        |        |            |            |
| Analcimita            | L'analcimita o analcitita és una foidita consistent majoritàriament d'analcima. El seu contingut en minerals màfics és inferior al 10%. | Analcima                            | Olivina, augita titànica               |        |            |            |
| Analcimita basanítica | L'analcimita basanítica és una roca analcimítica amb foids (principalment analcima) que constitueixen el 60-90% dels minerals clars. També presenta plagiòclasi, en quantitats més elevades que el feldespat alcalí.                              | Analcima                            | Plagiòclasi                            |        |            |            |
| Anam-aegisodita       | «Anam-aegisodita» és el nom mnemònic suggerit per a les roques constituïdes d'analcima, amfíbol, egirina i sodalita. | Amfíbol, analcima egirina, sodalita |                                        |        |            |            |
| Anatectita            | «Anatectita» és el nom que reben les roques formades a partir de la fosa i recristal·lització de roques de l'escorça. |                                     |                                        |        |            |            |
| Andesilabradorita     | «Andesilabradorita» és el nom, usat a França, per a referir-se a les roques transicionals entre l'andesita i la labradorita. |                                     |                                        |        |            |            |
| Andesita              | «Andesita» és el nom que reben les roques andesítiques amb uns valors de SiO₂ entre el 57 i el 63% i uns valors de Na₂O+K₂O inferiors al 6%. | Plagiòclasi                         | Hornblenda, biotita, piroxè            |        |            |            |
| Andesita basàltica    | «Andesita basàltica» és el nom que reben les roques andesítiques amb uns valors de SiO₂ entre el 52 i el 57% i uns valors de Na₂O+K₂O inferiors al 5%.                                                                                            | Plagiòclasi                         |                                        |        |            |            |
| Anortosita            | «Anortosita» o «plagioclasita» és el nom que reben les roques cristal·lines de gra groller formades principalment per plagiòclasi i petites quantitats de piroxè.                                                                                 | Plagiòclasi, piroxè                 |                                        |        |            |            |
| Anortosita amb foids  | «Anortosita» amb foids és el nom que reben aquelles anortosites amb un contingut en foids de fins al 10% en quantitat modal. | Plagiòclasi                         | Cancrinita, sodalita, nefelina         |        |            |            |
| Apatitolita           | «Apatitolita» és el nom que reben les roques magmàtiques constituïdes essencialment d'apatita. | Apatita                             | Ilmenita                               |        |            |            |
| Aplita                | Les aplites, o granits aplitics, són roques granítiques de gra fi constituïdes per quars i feldespat. | Quars, feldespat, plagiòclasi       |                                        |        |            |            |
| Avezacita             | Nom local que rep una varietat d'hornblendita amb piroxè i olivina que es troba formant dics i consisteix en fenocristalls d'hornblenda en una massa hornblèndica, augita i ilmenita.                                                             | Hornblenda, piroxè                  | Olivina                                |        |            |            |

## B
| Nom de la roca      | Descripció | Minerals esencials            | Minerals no esencials          | Imatge | Diagrama 1 | Diagrama 2 |
| ------------------- | --- | ----------------------------- | ------------------------------ | ------ | ---------- | ---------- |
| Barneïta            | «Barneïta» és el nom mnemònic suggerit per a referir-se a aquelles roques formades per barkevikita i nefelina. | Barkevikita, nefelina         |                                |        |            |            |
| Basalt              | El basalt és una roca formada per plagiòclasi càlcica, piroxens, olivina (en major o menor grau), foids i quars. | Plagiòclasi càlcica, piroxè   | Feldespatoides, olivina, quars |        |            |            |
| Basaltoide          | Basaltoide és el terme emprat en petrologia per a referir-se a totes aquelles roques que temptativament han estat identificades com a basalt. |                               |                                |        |            |            |
| Basanita            | La basanita és una roca tefrítica amb entre un 10 i un 60% de foids (minerals fèlsics), més d'un 10% d'olivina i un ràtio feldespat alcalí/feldespat total inferior a 0,1. No s'ha de confondre amb la bassanita, un mineral.                                    | Foids, olivina                | Feldespat                      |        |            |            |
| Basanita fonolítica | «Basanita fonolítica» és el terme emprat per a referir-se a aquelles roques tefrítiques amb un percentatge de fèlsics (essencialment foids) entre el 10 i el 60%, més d'un 10% d'olivina i un ratio feldespat alcalí/feldespat total inferior a entre 0,1 i 0,5. | Foids, olivina                | Feldespat                      |        |            |            |
| Benmoreïta          | La benmoreïta és una traquiandesita sòdica on Na₂O-2>K₂O. |                               |                                |        |            |            |
| Bineïta             | «Bineïta» és el terme emprat per a referir-se a aquelles roques constituïdes per biotita i nefelina. El nom prové dels termes «biotita» i «nefelina». | Biotita, nefelina             |                                |        |            |            |
| Biotitita           | La biotitita és una roca ígnia composta essencialment de biotita. | Biotita                       |                                |        |            |            |
| Boninita            | La boninita és una roca andesítica rica en magnesi amb uns constinguts de SiO₂ que varien entre el 52 i el 62%; uns continguts de MgO superiors al 18% i uns continguts en TiO₂ inferiors al 0,5%.                                                               |                               |                                |        |            |            |
| Borengita           | La borengita és una roca afanítica ultrapotàssica formadora de dics. Presenta les concentracions més elevades de K₂O (més del 14% en pes) entre les roques alcalines.                                                                                            | Feldespat, fluorita, sericita | Apatita, pirita                |        |            |            |
| Bretxa de cendra    | «Bretxa de cendra» és el terme emprat per a referir-se a una tefra on, com a mínim, hi ha un 25% de cada una de les divisions de fragment principal (en aquest cas cendra).                                                                                      | Variable                      |                                |        |            |            |
| Bretxa piroclàstica | El terme «bretxa piroclàstica» es refereix a aquelles roques piroclàstiques en les quals més del 75% de fragments piroclàstics superen els 64 mm de diàmetre i com a mínim el 50% són angulars.                                                                  | Variable                      |                                |        |            |            |
| Bretxa-tuf          | Roca piroclàstica on, com a mínim, hi ha un 25% de cada una de les divisions de fragment principal (en aquest cas lapil·li). | Variable                      |                                |        |            |            |

## C
| Nom de la roca            | Descripció | Minerals esencials          | Minerals no esencials                                         | Imatge | Diagrama 1 | Diagrama 2 |
| ------------------------- | --- | --------------------------- | ------------------------------------------------------------- | ------ | ---------- | ---------- |
| Camptonita                | La camptonita és un lampròfir amb major contingut de plagiòclasi que de feldespat potàssic i amb més quantitat de feldespats que de feldespatoides.                                                                           | Plagiòclasi, feldespatoides | Amfíbol, mica, feldespat potàssic                             |        |            |            |
| Cantalita                 | «Cantalita» és un terme obsolet emprat antigament en diferents contextos. Inicialment va ser definit com una roca extremadament rica en sílice; més tard per a descriure diferents composicions de les traquites tefrítiques. |                             |                                                               |        |            |            |
| Carbonatita               | El terme «carbonatita» s'aplica per a descriure qualsevol roca ígnia amb un contingut modal de més del 50% de carbonats primaris.                                                                                             |                             | Ankerita, calcita, dolomita, siderita, gregoryïta, nyerereïta |        |            |            |
| Carbonatita calcítica     | Les carbonatites calcítiques o calciocarbonatites són carbonatites on més del 90% de carbonats són calcita. | Calcita                     |                                                               |        |            |            |
| Carbonatita dolomítica    | Les carbonatites dolomítiques o beforsites són carbonatites on més del 90% de carbonats són dolomita. | Dolomita                    |                                                               |        |            |            |
| Cromitita                 | El terme «cromitita» s'aplica a aquelles roques ígnies formades per un 90%, com a mínim, de cromita. | Cromita                     | Olivina                                                       |        |            |            |
| Clinopiroxenita           | El terme «clinopiroxenita» s'aplica a aquelles piroxenites amb un contingut superior al 90% en clinopiroxens. | Clinopiroxè                 | Olivina                                                       |        |            |            |
| Clinopiroxenita olivínica | La clinopiroxenita olivínica és una piroxenita olivínica dominada principalment per clinopiroxè. | Clinopiroxè, olivina        |                                                               |        |            |            |
| Cúmul                     | «Cúmul» és el terme general per a qualsevol roca ígnia composta de cristalls que s'han acumulat a conseqüència de la força de la gravetat en un magma.                                                                        | Variable                    |                                                               |        |            |            |

## D
| Nom de la roca      | Descripció | Minerals esencials            | Minerals no esencials                  | Imatge | Diagrama 1 | Diagrama 2 |
| ------------------- | --- | ----------------------------- | -------------------------------------- | ------ | ---------- | ---------- |
| Dacita              | La dacita és una roca dacítica amb minerals fèlsics. Presenta un contingut modal de quars superior al 20%, i una ràtio feldespat alcalí/plagiòclasi inferior al 0,5.                                                          | Plagiòclasi, quars            | Hornblenda, feldespat alcalí, augita   |        |            |            |
| Dacitoide           | «Dacitoide» és el terme emprat per a descriure les roques identificades temptativament com a dacites, amb un contingut modal de quars superior al 20%, i un ratio feldespat alcalí/plagiòclasi inferior al 0,5.               | Plagiòclasi, quars            | Hornblenda, feldespat alcalí, augita   |        |            |            |
| Diaschistita        | «Diaschistita» és el terme emprat per a descriure una roca que constitueix una intrusió menor respecte a la intrusió principal.                                                                                               | Variable                      | Variable                               |        |            |            |
| Diatectita          | «Diatectita» és el terme emprat per a referir-se a les roques formades per diatèxia, per exemple, a partir d'una roca preexistent que ha patit una fusió parcial o completa.                                                  | Variable                      | Variable                               |        |            |            |
| Diorita             | Roca diorítica amb un contingut modal de quars inferior al 5%, i un contingut modal de feldespat alcalí inferior al 10% segons el diagrama QAPF.                                                                              | Plagiòclasi                   | Hornblenda, biotita, quars             |        |            |            |
| Diorita amb foids   | «Diorita amb foids» o «foidodiorita» és el nom que reben les dorites amb un contingut modal superior al 10% de foids i entre un 10 i un 35% de feldespat alcalí en el diagrama QAPF.                                          | Feldespat alcalí, plagiòclasi | Cancrinita, sodalita, nefelina         |        |            |            |
| Dioritoide          | El terme «dioritoide» és emprat per a descriure una roca cistal·lina de gra groller classificable dins els camps de les diorites o monzodiorites.                                                                             | Plagiòclasi                   | Hornblenda, biotita                    |        |            |            |
| Dissogenita         | «Dissogenita» és el terme emprat per a les roques ígnies amb dues famílies de minerals. Aquesta textura pot ser indicativa d'una assimilació de magmes o d'una roca per part d'un magma.                                      | Variable                      | Variable                               |        |            |            |
| Dolerita o diabassa | La «dolerita» i el sinònim, «diabassa», són els termes emprats per a definir les roques màfiques i intrusives de gra mig. El terme pot incloure el microgabre, el basalt, l'andesita, la microdiorita i altres tipus de roca. | Plagiòclasi, piroxè           | Hornblenda, quars, feldespat alcalí    |        |            |            |
| Dunita              | La dunita és una peridotita amb un contingut d'olivina superior al 90% modal. | Olivina                       | Magnetita, piroxè, cromita (accessori) |        |            |            |

## E
| Nom de la roca | Descripció | Minerals esencials                                 | Minerals no esencials             | Imatge | Diagrama 1 | Diagrama 2 |
| -------------- | --- | -------------------------------------------------- | --------------------------------- | ------ | ---------- | ---------- |
| Epidiorita     | «Epidiorita» és el terme emprat per a referir-se als dics formats per amfibolita fibrosa, plagiòclasi, clorita, ilmenita i magnetita.                                                            | Amfíbol, clorita, plagiòclasi, ilmenita, magnetita |                                   |        |            |            |
| Escòria        | «Escòria» és el nom que rep qualsevol roca ígnia de color fosc, vidriosa, i altament vesicular que no pot ser classificada d'altra manera.                                                       | Material amorf no cristal·litzat                   |                                   |        |            |            |
| Espessaritita  | «Espessaritita» és el nom que reben els lampròfirs amb més plagiòclasi que feldespat potàssic i amb l'hornblenda com a mineral màfic dominant. No s'ha de confondre amb l'espessartina (granat). | Hornblenda, plagiòclasi                            | feldespat potàssic, mica          |        |            |            |
| Espinel·lita   | «Espinel·lita» és el nom que reben les roques ígnies o l'espinel·la és el mineral predominant.                                                                                                   | Espinel·la                                         |                                   |        |            |            |
| Eudialitita    | L'eudialitita és una roca plutònica i melanocràtica consistent essencialment d'eudialita amb quantitats variables de microclina, arfvedsonita i egirina.                                         | Eudialita                                          | Microclina, arfvedsonita, egirina |        |            |            |
| Eutectita      | «Eutectita» és el nom emprat per a referir-se a aquelles roques ígnies formades a partir de la cristal·lització de líquids residuals.                                                            |                                                    |                                   |        |            |            |

## F
| Nom de la roca       | Descripció | Minerals esencials           | Minerals no esencials | Imatge | Diagrama 1 | Diagrama 2 |
| -------------------- | --- | ---------------------------- | --------------------- | ------ | ---------- | ---------- |
| Fergusita            | Les fergusites són roques plutòniques consistents d'un 70% de pseudoleucita (feldespat alcalí, nefelina, kalsilita i quantitats menors d'analcima) i un 30% de piroxè. És una varietat de foidolita.                                               | Pseudoleucita, piroxè        |                       |        |            |            |
| Ferrocarbonatita     | Les ferrocarbonatites són carbonatites on el carbonat principal és dolomita fèrrica, ankerita o siderita. | Ankerita, dolomita, siderita |                       |        |            |            |
| Foidita              | Les foidites o feldespatoidites són roques que contenen menys d'un 90% de màfics i més del 90% dels seus minerals fèlsics són foids. |                              |                       |        |            |            |
| Foidita basanítica   | Les foidites basanítiques són foiditoides amb els foids comprenent entre un 60 i un 90% dels minerals fèlsics, i la ràtio feldespat alcalí/feldespattotal inferior al 0,5. L'olivina es troba en quantitats superiors al 10%.                      | Feldespat, olivina           |                       |        |            |            |
| Foidita fonolítica   | Les foidites fonolítiques són roques foidítiques amb els foids comprenent entre un 60 i un 90% dels minerals fèlsics i la ràtio feldespat alcalí/feldespattotal superior al 0,5.                                                                   |                              |                       |        |            |            |
| Foidita tefrítica    | Les foidites tefrítiques són roques foidítiques amb els foids comprenent entre un 60 i un 90% dels minerals fèlsics i la ràtio feldespat alcalí/feldespattotal inferior al 0,5. Presenten menys d'un 10% d'olivina.                                |                              |                       |        |            |            |
| Foiditoide           | Un foiditoide és qualsevol roca temptativament identificada com a foidita. |                              |                       |        |            |            |
| Foidolita            | Les foidolites són roques foidilítiques en les quals més del 60% de minerals fèlsics són foids. | feldespatoid                 | Hornblenda, biotita   |        |            |            |
| Fonolita             | Les fonolites són roques fonolítiques amb els foids comprenent entre un 60 i un 90% dels minerals fèlsics i la ràtio feldespat alcalí/feldespattotal superior al 0,9.                                                                              | Feldespat alcalí             | Haüyna, nefelina      |        |            |            |
| Fonolita amb haüyina | Fonolites amb la haüyna com a foid dominant. | Feldespat alcalí, haüyna     |                       |        |            |            |
| Fonolita tefrítica   | Les fonolites tefrítiques són roques tefrítiques amb els foids comprenent entre un 10 i un 60% dels minerals fèlsics i la ràtio feldespat alcalí/feldespattotal inferior al 0,1. Contenen menys d'un 10% d'olivina.                                | Plagiòclasi, feldespatoides  |                       |        |            |            |
| Basanita fonolítica  | Les basanites fonolítiques són roques ígnies volcàniques constituïdes per plagiòclasi, feldespatoides, olivina (contingut superior al 10%; tret que la diferencia de la tefrita fonolítica), augita, i, de vegades, sanidina en quantitats menors. | Plagiòclasi, feldespatoides  |                       |        |            |            |
| Fonolitoide          | Els fonolitoids són mafites temptativament identificades com a tefrita, amb els foids comprenent entre un 10 i un 60% dels minerals fèlsics i la ràtio feldespat alcalí/feldespattotal superior al 0,5. Presenten menys d'un 10% d'olivina.        | Feldespat alcalí             |                       |        |            |            |

## G
| Nom de la roca    | Descripció | Minerals esencials                   | Minerals no esencials          | Imatge | Diagrama 1 | Diagrama 2 |
| ----------------- | --- | ------------------------------------ | ------------------------------ | ------ | ---------- | ---------- |
| Gabre             | «Gabre» és el nom que reben els gabroids compostos d'entre un 10 i un 90% de plagiòclasi càlcica i més d'un 5% de clinopiroxè. | Plagiòclasi, màfics                  | Hornblenda, biotita            |        |            |            |
| Gabre amb foids   | «Gabre amb foids» o «foidogabre» és el nom que reben els gabres amb un contingut modal de més del 10% de foids. | Plagiòclasi càlcica, felspatoides    | Cancrinita, nefelina, sodalita |        |            |            |
| Gabre hornblèndic | «Gabre hornblèndic» és el nom que reben els gabres amb plagiòclasi i hornblenda i menys d'un 5% en piroxens. | Plagiòclasi, hornblenda              | Piroxè                         |        |            |            |
| Gabroid           | «Gabroid» és el terme que comprèn les roques ígnies cristal·lines de gra groller amb més d'un 90% de màfics,i plagiòclasi càlcica dominant. | Plagiòclasi, màfics                  | Amfíbol, biotita               |        |            |            |
| Gabronorita       | La gabronorita és un gabroid amb menys d'un 5% d'olivina i quantitats aproximadament iguals de clino i ortopiroxè. | Plagiòclasi, ortopiroxè, clinopiroxè | Hornblenda, biotita            |        |            |            |
| Granit            | «Granit» és el terme emprat per a designar aquells granitoids amb una ratio feldespat alcalí/feldespat total entre 0,35 i 0,9 amb quantitats modals de quars entre el 20 i el 60%. Aquest terme comprèn tant els sienogranits com els monzogranits. | Feldespat alcalí, plagiòclasi, quars | Hornblenda, biotita, moscovita |        |            |            |
| Granitoide        | «Granitoide» és el terme emprat per a descriure les roques ígnies cristal·lines de gra groller compostes principalment de quars, feldespat alcalí i plagiòclasi.                                                                                    | Quars                                | Plagiòclasi, feldespat alcalí  |        |            |            |
| Granodiorita      | «Granodiorita» és la denominació que reben aquells granitoids amb una ràtio feldespat alcalí/feldespattotal entre 0,1-0,35 i entre un 20 i un 60% de quars modal.                                                                                   | Feldespat alcalí, plagiòclasi, quars | Andesina, oligòclasi           |        |            |            |

## H
| Nom de la roca                    | Descripció | Minerals esencials          | Minerals no esencials                        | Imatge | Diagrama 1 | Diagrama 2 |
| --------------------------------- | --- | --------------------------- | -------------------------------------------- | ------ | ---------- | ---------- |
| Harzburgita                       | «Harzbutgita» és el nom que reben les peridotites amb continguts modals inferiors al 5% d'hornblenda, superiors al 5% d'ortopiroxè i inferiors al 5% de clinopiroxè.                                                     | Ortopiroxè                  | Hornblenda, clinopiroxè, cromita (accessori) |        |            |            |
| Haüynita                          | Les haüynites són foidites constituïdes essencialment d'haüyna i amb un contingut modal en màfics inferior al 10%. | Haüyna                      |                                              |        |            |            |
| Haüynita basanítica               | «Haüynita basanítica» és el nom que reben les roques haüynítiques amb foids (principalment haüyna) com a constituents d'entre el 60 i el 90% dels minerals clars, i amb plagiòclasi més abundant que feldespat alcalí.   | Plagiòclasi, haüyna         |                                              |        |            |            |
| Haüynita fonolítica               | «Haüynita fonolítica» és el nom que reben les roques haüynítiques amb foids (principalment haüyna) com a constituents d'entre el 60 i el 90% dels minerals clars, i amb plagiòclasi menys abundant que feldespat alcalí. | Feldespat alcalí, haüyna    |                                              |        |            |            |
| Hawaiïta                          | La hawaiïta és un traquibasalt sòdic amb Na₂O-2>K₂O. |                             |                                              |        |            |            |
| Hialoclastita                     | Hialoclastita, com el nom indica, és una bretxa volcànica composta gairebé totalment de vidre volcànic. | Vidre (material amorf)      |                                              |        |            |            |
| Hornblendita                      | El terme «hornblendita» comprèn les roques ultramàfiques compostes principalment per hornblenda. | Hornblenda                  | Piroxè                                       |        |            |            |
| Hornblendita olivínica            | Hornblendita amb un contingut modal d'olivina que oscil·la entre e 5 i el 50%. També pot anomenar-se «aerginita». | Hornblenda, olivina         |                                              |        |            |            |
| Hornblendita piroxènica           | Hornblendita amb un contingut modal de piroxè que oscil·la entre e 5 i el 50%. | Hornblenda, piroxè          | Olivina                                      |        |            |            |
| Hornblendita amb olivina i piroxè | Hornblendita amb un contingut modal de piroxè i olivina que, sumats, oscil·len entre el 5 i el 50%. | Hornblenda, olivina, piroxè |                                              |        |            |            |

## I
| Nom de la roca | Descripció | Minerals esencials | Minerals no esencials | Imatge | Diagrama 1 | Diagrama 2 |
| -------------- | --- | ------------------ | --------------------- | ------ | ---------- | ---------- |
| Ijolita        | «Ijolita» és el terme emprat per a descriure una nefelinolita amb una quantitat modal de nefelina i piroxè que oscil·la entre el 30 i el 70%. | Nefelina, piroxè   | Hornblenda, biotita   |        |            |            |
| Ilmenitita     | «Ilmenitita» és el terme emprat per a descriure aquelles roques ígnies constituïdes gairebé només per ilmenita.                               | Ilmenita           | Apatita               |        |            |            |

## K
| Nom de la roca | Descripció | Minerals esencials                   | Minerals no esencials                               | Imatge | Diagrama 1 | Diagrama 2 |
| -------------- | --- | ------------------------------------ | --------------------------------------------------- | ------ | ---------- | ---------- |
| Kalsilitita    | «Kalsilitita» és el nom que reben les roques de gra fi amb com a mínim un 10% modal de kalsilita i sense leucita o mel·lilita.                                                                             | Kalsilita                            | Olivina, piroxè                                     |        |            |            |
| Kamafugita     | «Kamafugita» és el terme que reben les roques que es troben entre mig de la serie ultrapotàssica formada per la kalsilitita i la leucitita.                                                                |                                      | Leucita, kalsilita, flogopita, olivina, clinopiroxè |        |            |            |
| Kersantita     | «Kersantita» és el nom que reben els lampròfirs amb més quantitat de plagiòclasi que de feldespat potàssic i biotita com a mineral màfic dominant.                                                         | Plagiòclasi, biotita                 | feldespat potàssic, amfíbol, mica                   |        |            |            |
| Kimberlita     | Les kimberlites són roques ultramàfiques riques en megacristalls. Acostumen a formar-se en xemeneies volcàniques i són riques en olivina, flogopita, carbonat, pirop, piroxens i òxids.                    | Flogopita, olivina, piroxè, carbonat | Monticlellita, perovskita, pirop                    |        |            |            |
| Komatiïta      | Les komatiïtes són aquelles roques picrítiques definides químicament amb un contingut inferior a l'1% de Na₂O+K₂O i TiO₂; o per a aquelles roques amb textura spinifex en cristalls d'olivina esquelètica. | Olivina                              | Piroxè                                              |        |            |            |
| Kugdita        | «Kudgita» és el terme emprat per a descriure aquelles melilitolites amb un contingut d'olivina superior al 10%.                                                                                            | Mel·lilita, olivina                  |                                                     |        |            |            |

## L
| Nom de la roca                     | Descripció | Minerals esencials             | Minerals no esencials                                                 | Imatge | Diagrama 1 | Diagrama 2 |
| ---------------------------------- | --- | ------------------------------ | --------------------------------------------------------------------- | ------ | ---------- | ---------- |
| Labradorita (de Senft)             | Aquest és un terme antic emprat com a nom per a alguns gabres, basalts, etc. També era emprat tant a Rússia com a França per als basalts amb fenocristalls de labradorita.                                                                             |                                | Labradorita                                                           |        |            |            |
| Lamprofir                          | Els lampròfirs són un grup de roques ígnies hipabissals caracteritzades per la presència de fenocristalls de silicats hidratats primaris i una manca de fenocristalls fèlsics. Sovint es troben en dics.                                               |                                | Amfíbol, feldespat potàssic, plagiòclasi, feldespatoides, miques      |        |            |            |
| Lamproïta                          | «Lamproïta» és el terme emprat per a referir-se al grup (poc definit) de roques potàssiques a ultramàfiques, volcàniques o piroclàstiques que solen trobar-se en dics o xemeneies volcàniques.                                                         |                                | Richterita, sanidina, leucita, flogopita, olivina, diòpsid, enstatita |        |            |            |
| Lapil·listone                      | Roca piroclàstica on més del 75% dels fragments piroclàstics són lapil·li. | Variable                       | Variable                                                              |        |            |            |
| Lapil·listone de calciocarbonatita | Lapil·listone amb els lapil·li de composició calcio-carbonatada cimentats per calcita. | Calcita                        |                                                                       |        |            |            |
| Lapil·li-cendra                    | «Lapil·li-cendra» és el terme utilitzat per a les tefres en les quals entre un 25 i un 75% dels fragments piroclàstics són lapil·li (entre 64 i 2 mm).                                                                                                 | Variable                       | Variable                                                              |        |            |            |
| Lapil·li-tefra                     | «Lapil·li-tefra» és el nom emprat per a les tefres en les quals més del 75% dels fragments piroclàstics són lapil·li (entre 64 i 2 mm). | Variable                       | Variable                                                              |        |            |            |
| Lapil·li-tuf                       | «Lapil·li-tuf» o «tuf lapíl·lic» és la denominació que reben les roques piroclàstiques amb entre un 25 i un 75% de fragments piroclàstics classificats com a lapil·li (entre 64 i 2 mm).                                                               | Variable                       | Variable                                                              |        |            |            |
| Latita                             | Les latites són roques traquítiques amb entre un 0 i un 5% de fèlsics. La ratio feldespat alcalí/feldespat total oscil·la entre 0,35 i 0,65. | Feldespat                      |                                                                       |        |            |            |
| Latita amb foids                   | Les latites amb foids o foidolatites són roques traquítiques amb entre un 0 i un 10% de fèlsics. La ratio feldespat alcalí/feldespat total oscil·la entre 0,35 i 0,65.                                                                                 |                                |                                                                       |        |            |            |
| Leucitita                          | «Leucitita» és el nom que reben aquelles foidites en les quals els foids (principalment leucita) constitueixen entre un 60 i un 90% dels minerals clars.                                                                                               | Leucita, nefelina, clinopiroxè | Nefelina                                                              |        |            |            |
| Leucitita basanítica               | «Leucitita basanítica» és el nom que reben aquelles leucitites en les quals els foids (principalment leucita) constitueixen entre un 60 i un 90% dels minerals clars i presenten una quantitat modal de plagiòclasi superior a la de feldespat alcalí. | Plagiòclasi, leucita           |                                                                       |        |            |            |
| Leucitita fonolítica               | «Leucitita fonolítica» és el nom que reben aquelles leucitites en les quals els foids (principalment leucita) constitueixen entre un 60 i un 90% dels minerals clars i presenten una quantitat modal de plagiòclasi inferior a la de feldespat alcalí. | feldespat alcalí, leucita      |                                                                       |        |            |            |
| Leucitita tefrítica                | «Leucitita tefrítica» és el nom que reben aquelles leucitites en les quals els foids (principalment leucita) constitueixen entre un 60 i un 90% dels minerals clars i presenten una quantitat modal de plagiòclasi superior a la de feldespat alcalí.  | Plagiòclasi, leucita           |                                                                       |        |            |            |
| Leucitolita                        | El terme «leucitolita» és utilitzat per a referir-se a aquelles foidolites on la leucita és el foid més abundant. | Leucita                        |                                                                       |        |            |            |
| Lherzolita                         | Les lherzolites són peridotites amb un contingut d'hornblenda inferior al 5%, i un contingut d'ortopiroxè i clinopiroxè superior al 5% (cada mineral).                                                                                                 | Clinopiroxè, ortopiroxè        | Hornblenda, cromita (accessori)                                       |        |            |            |

## M
| Nom de la roca                   | Descripció | Minerals esencials                                    | Minerals no esencials          | Imatge | Diagrama 1 | Diagrama 2 |
| -------------------------------- | --- | ----------------------------------------------------- | ------------------------------ | ------ | ---------- | ---------- |
| Magnesiocarbonatita              | Les magnesiocarbonatites són carbonatites definides sobre la seva composició química. En aquest cas, la ràtio MgO/CaO/(FeO+Fe₂O3+MnO) es troba en una àrea definida (vegeu diagrama 1). |                                                       |                                |        |            |            |
| Magnetitita                      | «Magnetitita» és el nom que reben aquelles roques ígnies amb un contingut de magnetita superior al 90%.                                                                                 | Magnetita                                             | Piroxè                         |        |            |            |
| Meimechita                       | Les meimechites són roques picrítiques definides químicament. Presenten quantitats inferiors a l'1% de (Na₂O+K₂O) i superiors a l'1% de TiO₂.                                           | Magnetita, olivina, piroxè                            |                                |        |            |            |
| Melilitita                       | Les melilitites són roques melilítiques de gra fi amb menys d'un 10% d'olivina. | Mel·lilita                                            | Olivina, piroxè                |        |            |            |
| Melilitita amb olivina           | Les melilitites olivíniques són roques melilítiques de gra fi amb més d'un 10% d'olivina.                                                                                               | Mel·lilita, olivina                                   | Piroxè                         |        |            |            |
| Melilitolita                     | Les melilitolites són roques plutòniques de gra groller amb més d'un 10% modal de mel·lilita i en les quals la mel·lilita supera als foids en quantitat.                                | Mel·lilita                                            |                                |        |            |            |
| Melilitolita de piroxè i olivina | Roques melilitolítiques amb més contingut de piroxè que d'olivina. | Mel·lilita, piroxè, olivina                           |                                |        |            |            |
| Melilitolita d'olivina i piroxè  | Roques melilitolítiques amb més contingut d'olivina. que de piroxè. | Mel·lilita, olivina, piroxè                           |                                |        |            |            |
| Melilitolita olivínica           | Roques melilitolítiques amb important presència d'olivina. | Mel·lilita, olivina                                   | piroxè                         |        |            |            |
| Melilitolita piroxènica          | Roques melilitolítiques amb important presència de piroxè. | Mel·lilita, piroxè                                    | olivina                        |        |            |            |
| Micaïta                          | «Micaïta» és el nom que reben aquelles roques formades fonamentalment per mica. | Miques                                                |                                |        |            |            |
| Monchiquita                      | És el nom que reben els lampròfirs amb feldespatoides i sense feldespat. | Feldspatoid                                           | Amfíbol, mica                  |        |            |            |
| Monzodiorita                     | Les monzodiorites són roques diorítiques amb un contingut modal inferior al 5% de quars i entre un 10 i un 35% de feldespat alcalí.                                                     | Feldespat alcalí, plagiòclasi                         | Hornblenda, biotita, quars     |        |            |            |
| Monzodiorita amb foids           | La monzodiorita amb foids és una roca diorítica amb un contingut màxim de foids del 10% i entre un 10 i 35% de feldespat alcalí en el diagrama QAPF.                                    | Feldespat alcalí, plagiòclasi                         | Cancrinita, nefelina, sodalita |        |            |            |
| Monzogabre                       | El monzogabre és un gabroid amb menys d'un 5% de minerals fèlsics (quars) i entre un 10 i un 35% de feldespat potàssic.                                                                 | feldespat potàssic, plagiòclasi, màfics               | Hornblenda, biotita            |        |            |            |
| Monzogabre amb foids             | El monzogabre amb foids, és un monzogabre amb més d'un 10% de foids. | Plagiòclasi càlcica, feldespat alcalí, feldespatoides | Hornblenda, biotita            |        |            |            |
| Monzogranit                      | Els monzogranits són granits amb una ratio feldespat alcalí/feldespat total que oscil·la entre 0,35 i 0,65.                                                                             | Feldespat alcalí, plagiòclasi, quars                  | Hornblenda, biotita, moscovita |        |            |            |
| Monzonita o monzosienita         | La monzonita o monzosienita és una roca ígnia de gra groller (plutònica) que presenta quantitats similars de plagiòclasi i feldespat alcalí.                                            | Feldespat alcalí, plagiòclasi                         | Amfíbol, piroxè, quars         |        |            |            |
| Monzonita amb foids              | La monzonita amb foids és una monzonita sense quars i amb un contingut màxim de foids del 10%.                                                                                          | Feldespat alcalí, plagiòclasi, feldespatoide          | Hornblenda, biotita            |        |            |            |
| Mugearita                        | La mugearita és un traquibasalt sòdic amb Na₂O-2>K₂O. | Feldespat alcalí, olivina, augita                     | Magnetita                      |        |            |            |

## N
| Nom de la roca        | Descripció | Minerals esencials      | Minerals no esencials | Imatge | Diagrama 1 | Diagrama 2 |
| --------------------- | --- | ----------------------- | --------------------- | ------ | ---------- | ---------- |
| Natrocarbonatita      | Ls natrocarbonatites són carbonatites compostes essencialment per carbonats de sodi +/- potassi +/- calci. També s'anomenen «lengaïtes».                                                                           | Gregoriïta, nyerereïta  |                       |        |            |            |
| Nefelinita            | La nefelinita és una foidita constituïda majoritàriament per nefelina amb menys d'un 10% de minerals màfics. | Nefelina                |                       |        |            |            |
| Nefelinita basanítica | Les nefelinites basanítiques sín roques nefelinítiques amb foids (majoritàriament nefelina) que constitueixen entre el 60 i el 90% dels constituents fèlsics. També presenta més plagioclasi que feldespat alcalí. | Nefelina, plagioclasi   |                       |        |            |            |
| Nefelinolita          | Les nefelinolites són foidolites en les quals la nefelina és el foid més abundant. Un exemple de nefelinolita serien les ijolites.                                                                                 | Nefelina                |                       |        |            |            |
| Norita                | Les norites són gabres en els quals el principals minerals màfics són ortopiroxens. | Plagioclasi, ortopiroxè | Hornblenda, biotita   |        |            |            |
| Noseanita             | Les noseanites són foiditites formades essencialment per noseana i amb un contingut inferior al 10% de minerals màfics.                                                                                            | Amfíbol, noseana        |                       |        |            |            |
| Noseanolita           | Les noseanolites són foidolites en les quals la noseana és el foid més abundant. | Noseana                 | Hornblenda, biotita   |        |            |            |

## O
| Nom de la roca           | Descripció | Minerals esencials  | Minerals no esencials | Imatge | Diagrama 1 | Diagrama 2 |
| ------------------------ | --- | ------------------- | --------------------- | ------ | ---------- | ---------- |
| Obsidiana                | L'obsidiana és una roca ígnia vítria que presenta un alt contingut en sílice i fractura concoïdal. És una mescla de grans criptocristal·lins de silicats en suspensió en un líquid super-refredat (un vidre).                                                                     | Vidre               |                       |        |            |            |
| Okaïta                   | Les okaïtes són melilitolites amb més d'un 10% d'haüyna però amb més mel·lilita que haüyna. També pot anomenar-se «melilitolita haüynica». | Haüyna, mel·lilita  |                       |        |            |            |
| Ofiolita                 | «Ofiolita» és el terme originalment aplicat a les roques consistents principalment de serpentina, posteriorment es va aplicar a les peridotites de tipus alpí. Actualment s'usa per a definir l'associació de roques bàsiques a ultrabàsiques que representen l'escorça oceànica. |                     |                       |        |            |            |
| Ortopiroxenita           | Les ortopiroxenites són piroxenites dominades mineralògicament per qualsevol ortopiroxè. | Ortopiroxè          | Olivina               |        |            |            |
| Ortopiroxenita olivínica | Les ortopiroxenites olivíniques són piroxenites olivíniques dominades mineralògicament per qualsevol ortopiroxè. | Ortopiroxè, olivina |                       |        |            |            |

## P
| Nom de la roca                     | Descripció | Minerals esencials          | Minerals no esencials        | Imatge | Diagrama 1 | Diagrama 2 |
| ---------------------------------- | --- | --------------------------- | ---------------------------- | ------ | ---------- | ---------- |
| Pegmatita                          | Les pegmatites són roques de gra excepcionalment groller; habitualment es troben en dics irregulars, lents o vetes, especialment als marges dels batòlits. La seva composició és variable tot i que habitualment és granítica.                                       |                             |                              |        |            |            |
| Pegmatoide                         | «Pegmatoide» és el terme proposat per a referir-se tant a les pegmatites amb feldespatoids com a les pegmatites sense textura gràfica. |                             |                              |        |            |            |
| Peridotita                         | «Peridotita» és el nom que reben aquelles roques ultramàfiques que continguin més d'un 40% d'olivina. | Olivina                     | Piroxè, cromita (accessòria) |        |            |            |
| Peridotita hornblèndica            | S'anomenen «peridotites hornblèndiques» aquelles peridotites amb un contingut d'hornblenda superior al 5%. | Hornblenca, olivina         | Piroxè, cromita (accessòria) |        |            |            |
| Peridotita hornblendico-piroxènica | Les peridotites hornblendico-piroxèniques són peridotites amb més d'un 5% i més d'un 5% de piroxè. | Hornblenda, olivina, piroxè | Cromita                      |        |            |            |
| Peridotita piroxènica              | S'anomenen «peridotites piroxèniques» aquelles peridotites amb un contingut d'hornblenda inferior al 5% i amb un contingut de piroxè superior al 5%. | Hornblenda, olivina, piroxè | Cromita (accessòria)         |        |            |            |
| Picrita                            | Les roques picrítiques es defineixen químicament com a roques que contenen entre un 1 i un 2% de Na₂O+K₂O. | Olivina, piroxè             |                              |        |            |            |
| Picrobasalt                        | Els picrobasalts són roques ultramàfiques de gra fi amb continguts de SiO₂ entre el 41 i el 45% i de Na₂O+K₂O entre el 2 i el 3%. | Olivina, piroxè             |                              |        |            |            |
| Piroxenita                         | «Piroxenita» és el terme emprat per a referir-se a les roques ultramàfiques amb més d'un 60% de piroxè. El terme emprat sensu stricto es refereix a les roques amb més d'un 90% de piroxè.                                                                           | Olivina, piroxè             |                              |        |            |            |
| Piroxenita hornblèndica            | Les piroxenites hornblèndiques són aquelles piroxenites amb més d'un 5% d'hornblenda. | Piroxè, olivina             | Hornblenda                   |        |            |            |
| Piroxenita olivínica               | Les piroxenites hornblèndiques són aquelles piroxenites amb menys d'un 5% d'hornblenda i més d'un 5% d'olivina. | Olivina, piroxè             |                              |        |            |            |
| Pòrfir                             | El terme «pòrfir» és un nom basat en la textura de la roca; s'empra per a qualsevol roca amb fenocristalls grossos en una matriu fina. S'utilitza majoritàriament per a roques com ara riolites, granits.                                                            | Feldespat, biotita, quars   |                              |        |            |            |
| Pumicita                           | És una roca d'origen volcànic, provinent de magmes silícics o intermedis, d'aspecte vitri vesicular, de baixa densitat i molt porosa, que es troba en abundància a les zones on s'han produït explosions volcàniques, especialment de les anomenades piroclàstiques. |                             |                              |        |            |            |

## Q
| Nom de la roca                     | Descripció | Minerals esencials                   | Minerals no esencials         | Imatge | Diagrama 1 | Diagrama 2 |
| ---------------------------------- | --- | ------------------------------------ | ----------------------------- | ------ | ---------- | ---------- |
| Quarsoanortosita                   | «Quarsoanortosita» és el nom que reben aquelles anortosites riques en quars. | Plagiòclasi, quars                   | Hornblenda, biotita           |        |            |            |
| Quarsodiorita                      | Les quarsodiorites són roques diorítiques amb entre un 0 i un 10% de quars i entre un 10 i un 35% de feldespat alcalí en el diagrama QAPF.                                                                                   | Plagiòclasi, quars                   | Feldespat alcalí              |        |            |            |
| Quarsogabre                        | Els quarsogabres són gabres amb una quantitat de quars superior al 5% dels minerals fèlsics. | Plagiòclasi, màfics, quars           | Hornblenda, biotita           |        |            |            |
| Quarsolatita                       | Les quarsolatites són roques traquítiques amb una quantitat de quars entre el 5 i el 20% dels minerals fèlsics i una ràtio feldespat alcalí/feldespattotal entre el 0,35 i el 0,65.                                          | Quars, feldespat alcalí              |                               |        |            |            |
| Quarsolita                         | Les quarsolites (o silexites) són roques on el quars representa més d'un 90% dels minerals fèlsics i els minerals màfics representen menys del 90% dels constituents de la roca.                                             | Quars                                | Feldespat alcalí, plagiòclasi |        |            |            |
| Quarsomonzodiorita                 | La quarsomonzodiorita és una roca amb entre un 5 i un 20% de quars i entre un 10 i un 35% de feldespat alcalí en el diagrama QAPF.                                                                                           | Quars, feldespat alcalí, plagiòclasi | Hornblenda, biotita           |        |            |            |
| Quarsomonzogabre                   | Un gabre en el qual els minerals fèlsics estan constituïts per més d'un 5% de quars i entre un 10 i un 35% de feldespat alcalí.                                                                                              | Feldespat alcalí, plagiòclasi, quars | Hornblenda, biotita           |        |            |            |
| Quarsomonzonita                    | Les quarsomonzonites són sienitoids amb entre un 5 i un 20% de quars i quantitats subiguals de feldespat alcalí i plagiòclasi (entre el 35 i el 65% dels feldespats són plagiòclasi) en el diagrama QAPF. No presenta foids. | Feldespat, quars                     | Hornblenda, biotita           |        |            |            |
| Quarsosienita                      | Les quarsosienites són sienites amb uns continguts de quars entre el 5 i el 20% en el diagrama QAPF i sense foids. | Feldespat alcalí, quars              | Hornblenda, biotita           |        |            |            |
| Quarsosienita de feldespat alcalí  | Les quarsosienites de feldespat alcalí són sienites de feldespat alcalí amb uns continguts de quars entre el 5 i el 20% en el diagrama QAPF i sense foids.                                                                   | Feldespat alcalí, quars              | Hornblenda, biotita           |        |            |            |
| Quarsotraquita                     | Les quarsotraquites són roques traquítiques amb quantitats de quars oscil·lant entre el 5 i el 20% dels fèlsics i amb una ràtio feldespat alcalí/feldespat total entre 0,65 i 0,9.                                           | Feldespat alcalí, quars              |                               |        |            |            |
| Quarsotraquita de feldespat alcalí | Les quarsotraquites de feldespat alcalí són roques traquítiques amb quantitats de quars oscil·lant entre el 5 i el 20% dels fèlsics i amb una ràtio feldespat alcalí/feldespat superior a 0,9.                               | Feldespat alcalí, quars              |                               |        |            |            |

## R
| Nom de la roca              | Descripció | Minerals esencials                   | Minerals no esencials               | Imatge | Diagrama 1 | Diagrama 2 |
| --------------------------- | --- | ------------------------------------ | ----------------------------------- | ------ | ---------- | ---------- |
| Riodacita                   | Les riodacites són roques intermèdies entre les riolites i les dacites; contenen més d'un 10% de quars i quantitats subiguals de plagiòclasi i feldespat alcalí.                                                                                   | Feldespat alcalí, plagiòclasi, quars | Hornblenda, augita                  |        |            |            |
| Riolita                     | Les riolites són roques ígnies amb més d'un 20% de minerals fèlsics i entre un 40 i un 90% de quars, feldespat alcalí o plagiòclasi. | Feldespat alcalí, plagioclasi, quars |                                     |        |            |            |
| Riolita de feldespat alcalí | Les riolites de feldespat alcalí són riolitoides amb menys d'un 10% de plagiòclasi respecte el feldespat total. | Feldespat alcalí, quars              |                                     |        |            |            |
| Riolita pantel·lerítica     | Les riolites pantel·lerítiques són riolites peralcalines del camp R en el diagrama TAS en el qual l'Al₂O₃ <1.33. També pot ser anomenada «pantel·lerita».                                                                                          | Feldespat alcalí, quars              | Piroxè alcalí, amfíbol, plagiòclasi |        |            |            |
| Riolitoide                  | S'anomenen riolitoides aquelles felsites (roques volcàniques àcides) que s'identifiquen com a riolites, amb els minerals fèlsics superiors al 20% i el quars i el feldespat alcalí (o plagiòclasi) constitueixen entre el 40 i el 100% de la roca. | Feldespat alcalí, quars              |                                     |        |            |            |

## S
| Nom de la roca              | Descripció | Minerals esencials                   | Minerals no esencials                               | Imatge | Diagrama 1 | Diagrama 2 |
| --------------------------- | --- | ------------------------------------ | --------------------------------------------------- | ------ | ---------- | ---------- |
| Sannaïta                    | Les sannaïtes són lampròfirs amb major contingut de plagiòclasi que de feldespat potàssic i més quantitat de feldespats que de feldespatoides. | Plagiòclasi                          | Amfíbol, feldespat potàssic, feldespatoides, miques |        |            |            |
| Shonkinita                  | Les shonkinites són roques ígnies de gra groller amb quantitats abundants d'augita, una mica d'olivina, biotita o hornblenda, i feldespat alcalí i foids (generalment nefelina). Actualment es defineixen modalment com una varietat melanocràtica de la sienita amb foids (tal com és descrita en el diagrama QAPF). | Feldespat alcalí, feldespatoide      | Hornblenda, nefelina, biotita, olivina              |        |            |            |
| Shoshonita                  | La shoshonita és una varietat de traquiandesita basàltica potàssica. | Ortòclasi, olivina, augita           |                                                     |        |            |            |
| Sienita                     | Les sienites són granitoids amb una ràtio feldespat alcalí/plagiòclasi que oscil·la entre 0,35 i 0.1 i menys d'un 5% de quars. | Feldespat alcalí                     | Hornblenda, biotita                                 |        |            |            |
| Sienita amb foids           | Les sienites amb foids són roques foidosienítiques on el feldespat alcalí és superior al 90% del total de feldespats. | Feldespat alcalí, quars              |                                                     |        |            |            |
| Sienita de feldespat alcalí | Les sienites de feldespat alcalí són roques sienítiques en les quals la plagiòclasi representa menys del 10% dels feldespats totals. | Feldespat alcalí                     | Hornblenda, biotita                                 |        |            |            |
| Sienitoide                  | Els sienitoides són roques ígnies fèlsiques i de gra groller amb una ràtio feldespat alcalí/plagiòclasi que oscil·la entre 0,9 i 0,35 i una quantitat modal de quars entre el 0 i el 20%. | Feldespat alcalí                     | Hornblenda, biotita                                 |        |            |            |
| Sienogranit                 | Els sienogranits són granits amb una ràtio feldespat alcalí/feldespat total que oscil·la entre 0,9 i 0,65. | Feldespat alcalí, plagiòclasi, quars | Hornblenda, biotita, moscovita                      |        |            |            |
| Silicocarbonatita           | Les silicocarbonatites són carbonatites amb un contingut de sílice superior al 20%. |                                      |                                                     |        |            |            |
| Sodalitita                  | Les sodalitites són foidites formades essencialment per sodalita amb menys d'un 10% d'olivina i altres màfics. | Sodalita                             | Olivina                                             |        |            |            |
| Sodalitolita                | Les sodalitolites són foidolites on la sodalita és el foide més abundant. | Sodalita                             | Hornblenda, biotita                                 |        |            |            |
| Sövita                      | Les sovites són calcio-carbonatites de gra groller. |                                      |                                                     |        |            |            |

## T
| Nom de la roca                         | Descripció | Minerals esencials            | Minerals no esencials | Imatge | Diagrama 1 | Diagrama 2 |
| -------------------------------------- | --- | ----------------------------- | --------------------- | ------ | ---------- | ---------- |
| Tefra                                  | Les tefres són sediments piroclàstics unimodals ben ordenats, compostos per més del 75% de fragments piroclàstics. | Variable                      | Variable              |        |            |            |
| Tefra amb blocs                        | Les tefres amb blocs són tefres on la mida mitjana de més del 75% dels fragments piroclàstics excedeix de 64 mm i més del 75% d'aquests fragments són angulars.                                                                              | Variable                      | Variable              |        |            |            |
| Tefra amb bombes                       | Les tefres amb blocs són tefres on la mida mitjana de més del 75% dels fragments piroclàstics exedeix de 64 mm i menys del 25% d'aquests fragments són angulars.                                                                             | Variable                      | Variable              |        |            |            |
| Tefrita                                | Les tefrites són roques tefrítiques amb una quantitat de fèlsics que oscil·la entre el 10 i el 60% i una ràtio feldespat alcalí/feldespat total inferior a 0,1. També contenen menys d'un 10% d'olivina.                                     | Plagiòclasi, feldespatoides   |                       |        |            |            |
| Tefrita fonolítica                     | Les tefrites fonolítiques són roques tefrítiques amb una quantitat de fèlsics que oscil·la entre el 10 i el 60% i una ràtio feldespat alcalí/feldespattotal inferior a 0,5. També contenen menys d'un 10% d'olivina.                         | Plagiòclasi, feldespatoides   | Feldespat alcalí      |        |            |            |
| Tefritoide                             | Els tefritoids són mafites temptativament identificades com a tefrites, amb fèlsics que comprenen entre el 10 i el 60% i amb una ràtio feldespat alcalí/feldespattotal inferior a 0,5. També contenen menys d'un 10% d'olivina.              | Plagiòclasi, feldespatoides   |                       |        |            |            |
| Tonalita                               | Les tonalites són granitoids: roques ígnies de gra groller compostes principalment per quars (20-60%), feldespat alcalí i plagiòclasi. En les tonalites, la plagiòclasi representa més del 90% del feldespattotal.                           | Plagiòclasi, quars            | Amfíbol, piroxè       |        |            |            |
| Tuf                                    | Els tufs - impròpiament anomenats «tova»- són roques piroclàstiques en les quals la mida de més del 75% dels fragments piroclàstics és menor a 64 mm i menys del 25% dels fragments són lapil·li.                                            | Variable                      | Variable              |        |            |            |
| Traquiandesita                         | Les traquiandesites són un tipus de roca alcalina o bàsica que es troben en un punt intermedi entre l'andesita i les fonolites basàltiques. Són molt difícils de definir sense l'ajuda del diagrama TAS.                                     |                               |                       |        |            |            |
| Traquiandesita basàltica               | Les traquiandesites basàltiques són roques ígnies alcalines/bàsiques que es troben en un punt intermedi entre l'andesita i la fonolita. Són molt difícils de definir sense l'ajuda del diagrama TAS.                                         |                               |                       |        |            |            |
| Traquibasalt                           | Els traquibasalts són roques ígnies alcalines/bàsiques que es troben en un punt intermedi entre el basalt i la tefrita. Són molt difícils de definir sense l'ajuda del diagrama TAS.                                                         |                               |                       |        |            |            |
| Traquidacita                           | Les traquidacites són punts intermedis entre les fonolites i les dacites. Són similars a les traquites però presenten una quantitat de quars superior al 20%.                                                                                | Quars                         |                       |        |            |            |
| Traquita                               | Les traquites són roques traquítiques amb una quantitat de quars que oscil·la entre el 0 i el 5% i una ràtio feldespat alcalí/feldespat total entre el 0,65 i el 0,9.                                                                        | Feldespat alcalí, plagiòclasi |                       |        |            |            |
| Traquita amb foids                     | Les traquites amb foids són roques traquítiques amb una quantitat de foids que oscil·la entre el 0 i el 10% i una ràtio feldespat alcalí/feldespa total entre el 0,65 i el 0,9.                                                              | Feldespat alcalí              |                       |        |            |            |
| Traquita de feldespat alcalí           | Les traquites de feldespat alcalí són traquitoids on la plagiòclasi és inferior al 10% del feldespat total. | Feldespat alcalí              | Plagiòclasi           |        |            |            |
| Traquita de feldespat alcalí amb foids | Les traquites de feldespat alcalí amb foids són roques traquítiques on els foids representen entre el 0 i el 10% dels minerals fèlsics. I la ràtio feldespat alcalí/feldespat total és superior al 0,9.                                      | Feldespat alcalí              |                       |        |            |            |
| Traquitoide                            | Els traquitoides són roques que temptativament han estat identificades com a traquites. El quars i els foids representen menys d'un 20 i un 10% respectivament de tots els fèlsics, i la ràtio plagiòclasi/feldespat alcalí és inferior a 2. |                               |                       |        |            |            |
| Troctolita                             | Les troctolites són gabroids amb menys d'un 5% de piroxè. | Plagiòclasi, olivina          | Hornblenda, biotita   |        |            |            |
| Turjaïta                               | Les turjaïtes o melilitolites nefelíniques, són melilitolites amb més d'un 10% de nefelina però amb més mel·lilita que nefelina. | Nefelina, mel·lilita          |                       |        |            |            |

## U
| Nom de la roca    | Descripció | Minerals esencials | Minerals no esencials | Imatge | Diagrama 1 | Diagrama 2 |
| ----------------- | --- | ------------------ | --------------------- | ------ | ---------- | ---------- |
| Ultramelilitolita | «Ultramelilitolita» és el nom que reben aquelles melilitolites amb més d'un 65% de mel·lilita.                  | Mel·lilita         |                       |        |            |            |
| Uncompahgrita     | El terme «uncompahgrita» s'empra per a melilitolites de gra groller amb un contingut superior al 10% de piroxè. | Mel·lilita, piroxè |                       |        |            |            |

## V
| Nom de la roca | Descripció | Minerals esencials      | Minerals no esencials                             | Imatge | Diagrama 1 | Diagrama 2 |
| -------------- | --- | ----------------------- | ------------------------------------------------- | ------ | ---------- | ---------- |
| Vogesita       | La vogegesita és un lampròfir amb més plagiòclasi que feldespat potàssic i més feldespats que feldespatoides. | Hornblenda, plagiòclasi | Amfíbol, feldespat potàssic, feldespatoides, mica |        |            |            |

## W
| Nom de la roca       | Descripció | Minerals esencials               | Minerals no esencials                       | Imatge | Diagrama 1 | Diagrama 2 |
| -------------------- | --- | -------------------------------- | ------------------------------------------- | ------ | ---------- | ---------- |
| Websterita           | Les websterites són piroxenites amb una quantitat modal de clinopiroxè i ortopiroxè superior al 5% (cadascun).                                    | Clinopiroxè, ortopiroxè          | Olivina                                     |        |            |            |
| Websterita olivínica | És el terme amb el qual s'anomenen les piroxenites amb menys d'un 5% de clinopiroxè i entre un 5 i un 50% d'olivina.                              | Olivina, clinopiroxè, ortopiroxè |                                             |        |            |            |
| Wehrlita             | «Wehrlita» és el nom que reben les peridotites amb un contingut inferior al 5% d'hornblenda i ortopiroxè (cadascun) i més d'un 5% de clinopiroxè. | Clinopiroxè                      | Hornblenda, ortopiroxè, cromita (accessori) |        |            |            |

## Y
| Nom de la roca | Descripció | Minerals esencials                    | Minerals no esencials | Imatge | Diagrama 1 | Diagrama 2 |
| -------------- | --- | ------------------------------------- | --------------------- | ------ | ---------- | ---------- |
| Yatalita       | Les yatalites són roques pegmatítiques, màfiques i uralititzades de gra groller compostes per actinolita, albita, microclina i quars. | Actinolita, albita, microclina, quars |                       |        |            |            |